# Стенли куп плејоф 2017.
Стенли куп плејоф Националне хокејашке лиге (НХЛ) који се игра 2017. године након окончања регуларног дела сезоне 2016/17. почиње 12. априла.
Вашингтон капиталси су другу годину за редом стигли у плејоф са Президентс трофејом као тим са највише освојених бодова у лигашком делу сезоне. Најдужи активни низ сада припада Питсбург пенгвинсима са 11 узастопних учешћа. Едмонтон ојлерси успели су да се пласирају у плејоф након 10 година паузе. Последњи пут су учествовали у овој фази 2006. године. Заједно са Флорида пантерсима деле незавидан рекорд НХЛ лиге (пантерси су пропустили плејоф од 2001. до 2011. године; не рачуна се 2005. година када је сезона отказана због локаута у НХЛ-у 2004/05).
Детроит ред вингси нису успели да се домогну плејоф фазе такмичења први пут од 1990. године. Овај низ од 25 узастопних учешћа у завршници је најдужи активни низ а дели треће место за најдужи низ учешћа у историји НХЛ лиге. Ред вингси нису успели да и последњи пут доведу плејоф у већ легендарну Џо Луис арену у којој су играли више од 37 година (1807 званичних утакмица) пре селидбе у нову, Литл Сезарс арену, у којој ће играти од сезоне 2017/18. Ова арена ће осим Ред вингсима, од идуће сезоне постати дом и кошаркашком клубу из НБА лиге Детроит пистонсима (који су такође играли своју последњу сезону у старој Оберн Хилс дворани).
Након претходне сезоне када ни један од осам канадских клубова није успео да се пласира у завршницу, у овом издању плејофа Канада ће имати пет представника: Монтреал канадијансе, Отава сенаторсе, Торонто мејпл лифсе, Едмонтон ојлерсе и Калгари флејмсе.

## Учесници плејофа
Укупно 16 тимова, по осам из сваке конференције пласирало се у ову фазу такмичења.
Монтреал канадијанси (Атлантик), Вашингтон капиталси (Метрополитен), Чикаго блекхокси (Централ) и Анахајм дакси (Пацифик) били су шампиони својих дивизија у сезони 2016/17. Вашингтон капиталси су освојили и трофеј Президентс као најбоље пласирани тим лигашког дела такмичења (118 бодова).
Тимови који су се квалификовали за Стенли куп плејоф 2017. следе испод.
| Атлантик дивизија          |                                    |        |
| #                          | Клуб                               | Бодови |
| (А1)                       | Монтреал канадијанси               | 103    |
| (А2)                       | Отава сенаторси                    | 98     |
| (А3)                       | Бостон бруинси [a]                 | 95     |
|                            |                                    |        |
| Метрополитен дивизија      |                                    |        |
| #                          | Клуб                               | Бодови |
| (М1)                       | Вашингтон капиталси                | 118    |
| (М2)                       | Питсбург пенгвинси                 | 111    |
| (М3)                       | Коламбус блу џекетси               | 108    |
|                            |                                    |        |
| Вајлд кард учесници Истока |                                    |        |
| #                          | Клуб                               | Бодови |
| (ВК1)                      | Њујорк ренџерси (Метрополитен)     | 102    |
| (ВК2)                      | Торонто мејпл лифси (Атлантик) [a] | 95     |

| Централна дивизија         |                                 |        |
| #                          | Клуб                            | Бодови |
| (Ц1)                       | Чикаго блекхокси                | 109    |
| (Ц2)                       | Минесота вајлдси                | 106    |
| (Ц3)                       | Сент Луис блуз                  | 99     |
|                            |                                 |        |
| Пацифик дивизија           |                                 |        |
| #                          | Клуб                            | Бодови |
| (П1)                       | Анахајм дакси                   | 105    |
| (П2)                       | Едмонтон ојлерси                | 103    |
| (П3)                       | Сан Хозе шаркси                 | 99     |
|                            |                                 |        |
| Вајлд кард учесници Запада |                                 |        |
| #                          | Клуб                            | Бодови |
| (ВК2)                      | Калгари флејмси (Пацифик) [б]   | 94     |
| (ВК1)                      | Нешвил предаторси (Централ) [б] | 94     |

^ а - Бостон је заузео бољу позицију у односу на Торонто због већег броја победа (44 / 40).

^ б - Калгари је заузео бољу позицију у односу на Нешвил због већег броја победа (33 / 29).
Легенда:
- А1, А2 и А3 су позиције тимова на табели Атлантик дивизије након завршеног регуларног дела сезоне.
- М1, М2 и М3 су позиције тимова на табели Метрополитен дивизије након завршеног регуларног дела сезоне.
- Ц1, Ц2 и Ц3 су позиције тимова на табели Централне дивизије након завршеног регуларног дела сезоне.
- П1, П2 и П3 су позиције тимова на табели Пацифик дивизије након завршеног регуларног дела сезоне.
- ВК1 и ВК2 су тимови са вајлд кард позицијом, односно по два најбоље пласирана тима из Источне и Западне конференције изузев тимова који су се квалификовали на основу пласмана у својим дивизијама (А1-А3, М1-М3, Ц1-Ц3, П1-П3).

## Правила жреба
У свакој рунди тимови се такмиче док неко први не оствари четири победе (од максимално седам мечева) по формату 2-2-1-1-1. Тим који има предност домаћег терена прве две утакмице игра код куће (и ако је потребно, пету и седму) док његов противник кући игра трећу и четврту утакмицу (по потреби и шесту).
Тимови се у првој рунди укрштају тако што победници дивизија играју са тимовима на вајлд кард позицијама тако да бољи од победника дивизије у лигашком делу иде на лошији вајл кард тим, док други шампион дивизије игра са преосталим вајлд кард тимом. Другопласирани и трећепласирани тимови из дивизија се укрштају међусобно. Победници серија у којима су играли други и трећи тим из дивизије у другој рунди иду на победника серије у којој је играо шампион њихове дивизије. Победници друге рунде иду у финале конференције а шампиони Источне и Западне конференције међусобно играју одлучујућу финалну серију за Стенлијев трофеј (то је једина серија плејофа у којој играју клубови из различитих конференција).
Овај формат такмичења примењује се од плејофа 2014. године.

## Распоред и резултати серија
| Четвртфинала конференција (прва рунда) |

| Источна конференција | Источна конференција | Источна конференција | Источна конференција | Источна конференција |
| -------------------- | -------------------- | -------------------- | -------------------- | -------------------- |
| (А1)                 | Монтреал канадијанси | 2-4                  | Њујорк ренџерси      | (ВК1)                |
| (А2)                 | Отава сенаторси      | 4-2                  | Бостон бруинси       | (А3)                 |
| (М1)                 | Вашингтон капиталси  | 4-2                  | Торонто мејпл лифси  | (ВК2)                |
| (М2)                 | Питсбург пенгвинси   | 4-1                  | Коламбус блу џекетси | (М3)                 |

| Западна конференција | Западна конференција | Западна конференција | Западна конференција | Западна конференција |
| -------------------- | -------------------- | -------------------- | -------------------- | -------------------- |
| (Ц1)                 | Чикаго блекхокси     | 0-4                  | Нешвил предаторси    | (ВК2)                |
| (Ц2)                 | Минесота вајлдси     | 1-4                  | Сент Луис блуз       | (Ц3)                 |
| (П1)                 | Анахајм дакси        | 4-0                  | Калгари флејмси      | (ВК1)                |
| (П2)                 | Едмонтон ојлерси     | 4-2                  | Сан Хозе шаркси      | (П3)                 |

| Полуфинала конференција (друга рунда) |

| Источна конференција | Источна конференција | Источна конференција | Источна конференција | Источна конференција |
| -------------------- | -------------------- | -------------------- | -------------------- | -------------------- |
| (А2)                 | Отава сенаторси      | -                    | Њујорк ренџерси      | (ВК1)                |
| (М1)                 | Вашингтон капиталси  | -                    | Питсбург пенгвинси   | (М2)                 |

| Западна конференција | Западна конференција | Западна конференција | Западна конференција | Западна конференција |
| -------------------- | -------------------- | -------------------- | -------------------- | -------------------- |
| (Ц3)                 | Сент Луис блуз       | -                    | Нешвил предаторси    | (ВК2)                |
| (П1)                 | Анахајм дакси        | -                    | Едмонтон ојлерси     | (П2)                 |

| Финала конференција |

| Источна конференција | Источна конференција | Источна конференција | Источна конференција | Источна конференција |
| -------------------- | -------------------- | -------------------- | -------------------- | -------------------- |
| ()                   |                      | -                    |                      | ()                   |

| Западна конференција | Западна конференција | Западна конференција | Западна конференција | Западна конференција |
| -------------------- | -------------------- | -------------------- | -------------------- | -------------------- |
| ()                   |                      | -                    |                      | ()                   |

| СТЕНЛИ КУП ФИНАЛЕ |  |   |  |    |
| ()                |  | - |  | () |

| Шампиони 2017. |
| -------------- |
| ?              |

## Четвртфинала конференција
Распоред и сатница прве рунде такмичења објављена је 10. априла 2017. године.
Четвртфиналима називамо прву рунду (серију) које тимови играју на старту плејофа.

### Четвртфинале источне конференције 1/4
| (А1) Монтреал канадијанси | - | Њујорк ренџерси (ВК1) |

У првој рунди Стенли куп плејофа Источне конференције састају се Монтреал канадијанси и Њујорк ренџерси. Канадијанси имају предност домаћег терена у прве две утакмице. Серија почиње 12. априла. Екипа Монтреала своје утакмице игра у Бел центру (Bell Centre) док Њујорк противнике дочекује у чувеном Медисон Сквер Гардену.
Монтреал је завршио као првопласирани тим Атлантик дивизије освојивши 103 бода у лигашком делу такмичења. Ренџерси су заузели позицију првог вајлд-карда у Источној конференцији са бодом мање од свог ривала. Ово ће бити шеснаести сусрет ове две екипе а екипа из Њујорка је победила осам пута. Њихов последњи сусрет у плејофу играли су 2014. године у финалу Источне конференције који су ренџери решили у своју корист резултатом 4-2. У регуларној сезони састали су се три пута а Монтреал је добио све мечеве.
| 12. април                                                            | Монтреал канадијанси | 0-2    | Њујорк ренџерси      | Извештај |
| 14. април                                                            | Монтреал канадијанси | 4-3 () | Њујорк ренџерси      | Извештај |
| 16. април                                                            | Њујорк ренџерси      | 1-3    | Монтреал канадијанси | Извештај |
| 18. април                                                            | Њујорк ренџерси      | 2-1    | Монтреал канадијанси | Извештај |
| 20. април                                                            | Монтреал канадијанси | 2-3 () | Њујорк ренџерси      | Извештај |
| 22. април                                                            | Њујорк ренџерси      | -      | Монтреал канадијанси | Извештај |
| ( 24. април )                                                        | Монтреал канадијанси | -      | Њујорк ренџерси      | Извештај |
| Ренџерси воде у серији са 3-2                                        |                      |        |                      |          |
| Напомена: Утакмице са датумом у загради играју се ако буде потребно. |                      |        |                      |          |

Преглед: Када су се сусрели 2014. године, нападач Ренџерса Крис Крејдер повредио је голмана хабса Керија Прајса и избацио га из остатка серије. Ове сезоне Прајс је здрав и заузеће место међу стативама док ће ренџери покушати да избегну другу везану елиминацију у првој рунди. Можда су канадијанси шампиони своје дивизије али су и ренџери сакупили преко 100 бодова у далеко најјачој дивизији овогодишњег издања НХЛ лиге.
Утакмица #1: Тенер Глас, лево крило ренџера, довео је своју екипу у вођство од 1-0 на 9:50 првог периода, што се на крају испоставило као победоносни гол. До самог краја утакмице канадијанси су покушавали да дођу до изједначења и евентуалног преокрета али је Хенрик Лундквист на голу ренџера успео да заустави сваки од 31 покушаја домаћих. Његов колега на другој страни, Кери Прајс из Монтреала зауставио је 29 од 30 шутева. Последњих пар минута игре, екипа Монтреала је кренула на све или ништа. Прајс је напустио игру у замену за екстра нападача али је један пас домаћих успео да пресече Џеспер Фаст и проследи пак до Мајкла Гребнера коме није било тешко да затресе небрањену мрежу. На 1:10 пре краја утакмице, предност гостију од 2-0 била је недостижна.
Утакмица #2:

### Четвртфинале источне конференције 2/4
| (А2) Отава сенаторси | - | Бостон бруинси (А3) |

У првој рунди Стенли куп плејофа Источне конференције састају се Отава сенаторси и Бостон бруинси. Канадски тим има предност домаћег терена у прве две утакмице. Серија почиње 12. априла. Отава као домаћин игра у Канадијан Тајр центру (Canadian Tire Centre) док Бостон дочекује ривале у ТД Гардену.
Сенатори из Отаве завршили су сезону као другопласирани тим Атлантик дивизије освојивши при том 98 бодова. Позиција ниже припала је њиховим ривалима из Бостона. Бруинси су у регуларном делу сезоне сакупили 95 бодова. Ово је први међусобни сусрет Бостона са данашњим сенаторсима. Наиме, сенаторси су играли са Бостоном у плејофу 1927. године али та екипа Отаве нема додирних тачака са данашњом франшизом. У току сезоне у сва четири међусобна сусрета победила је екипа Отаве.
| 12. април                                                            | Отава сенаторси | 1-2    | Бостон бруинси  | Извештај |
| 15. април                                                            | Отава сенаторси | 4-3 () | Бостон бруинси  | Извештај |
| 17. април                                                            | Бостон бруинси  | 3-4 () | Отава сенаторси | Извештај |
| 19. април                                                            | Бостон бруинси  | 0-1    | Отава сенаторси | Извештај |
| 21. април                                                            | Отава сенаторси | 2-3 () | Бостон бруинси  | Извештај |
| 23. април                                                            | Бостон бруинси  | -      | Отава сенаторси | Извештај |
| ( 26. април )                                                        | Отава сенаторси | -      | Бостон бруинси  | Извештај |
| Сенаторси воде у серији са 3-2                                       |                 |        |                 |          |
| Напомена: Утакмице са датумом у загради играју се ако буде потребно. |                 |        |                 |          |

Преглед: Одбрамбени играч бруинса Здено Хара, имаће мотив више против бивше екипе која га се одрекла пре више од деценије. Бруинси су се у другом делу сезоне опоравили од веома лошег старта док су сенатори читаву сезону играли непредвидиво па се може очекивати занимљив дуел.
Утакмица #1: Сенатори су повели голом Бобија Рајана половином другог периода. Изједначујући погодак за госте из Бостона на 4:55 последње деонице постигао је Френк Ватрано након асистенције Рајлија Неша и Адама МекКвејда. За потпуни преокрет побринуо се Бред Марченд 2:33 пре краја регуларног дела утакмице па су Бруинси након победе на гостовању од 2-1 повели у серији.

### Четвртфинале источне конференције 3/4
| (М1) Вашингтон капиталси | - | Торонто мејпл лифси (ВК2) |

У првој рунди Стенли куп плејофа Источне конференције састају се Вашингтон капиталси и Торонто мејпл лифси. Вашингтон има предност домаћег терена у прве две утакмице. Серија почиње 13. априла. Капиталси као домаћини играју у Веризон центру (Verizon Center) а Торонто у Еир Канада центру.
Капиталси су освајачи президентс трофеја и другу годину за редом, са сакупљених 118 бодова у лигашком делу сезоне. Мејпл лифси су уписали 95 бодова што им је било довољно за последњу плејоф карту из Источне конференције (друга вајлд-кард позиција). Екипе се до сада нису сусретале у Стенли куп плејофу а Вашингтон је победио у два од три сусрета које су међусобно одиграли током регуларног дела сезоне.
| 13. април                                                            | Вашингтон капиталси | 3-2 () | Торонто мејпл лифси | Извештај |
| 15. април                                                            | Вашингтон капиталси | 3-4 () | Торонто мејпл лифси | Извештај |
| 17. април                                                            | Торонто мејпл лифси | 4-3    | Вашингтон капиталси | Извештај |
| 19. април                                                            | Торонто мејпл лифси | 4-5    | Вашингтон капиталси | Извештај |
| 21. април                                                            | Вашингтон капиталси | 2-1 () | Торонто мејпл лифси | Извештај |
| 23. април                                                            | Торонто мејпл лифси | -      | Вашингтон капиталси | Извештај |
| ( 25. април )                                                        | Вашингтон капиталси | -      | Торонто мејпл лифси | Извештај |
| Капиталси воде у серији са 3-2                                       |                     |        |                     |          |
| Напомена: Утакмице са датумом у загради играју се ако буде потребно. |                     |        |                     |          |

Преглед: Торонто се вратио у плејоф са веома подмлађеном екипом и можда изван свих очекивања. Екипа рукија у овом дуелу може играти опуштено без икаквог бремена јер једноставно нема шта да изгуби против неупоредиво искуснијег ривала. За капиталсе је, са друге стране, пораза луксуз који себи не би смели да дозволе.
Утакмица #1: Након што је претходног дана вођство од 2-0 испустио Едмонтон, данак неискуству платили су и Мејпл лифси против првог фаворита за куп. Торонто је повео веома рано (1:47) преко руки центра Мичела Марнера који се буквално бацио на повратни пас Ван Ријемсдика и изненадио голмана домаћих Брејдена Холтбија. На 2-0 повисио је дефанзивац Торонта Џејк Гардинер. Вашингтон је тражио челенџ сматрајући да је Назем Кадри ометао њиховог голмана али су судије након прегледа снимка установиле да је жалба неоснована и признале погодак Торонта. Свега пар минута касније Вашингтон је успео да смањи дефицит. У моментима када су имали два играча више Шатенкирк и Ти-Џеј Оши упослили су Џастина Вилијамса који је погодио секунду након истека казне за једног од кажњених играча Торонта. Тачно четири минута пре истека другог периода, исти играч доноси капиталсима изједначење а до краја регуларних 60 минута више није било промена резултата. На 5:15 продужетка Том Вилсон успева да постигне победоносни погодак из десног круга. Морган Рајли из Торонта није успео да изблокира Вилсонов шут који проналази пут ка мрежи преко левог рамена Фредерика Андерсена. Андерсен ја на утакимици имао 41 одбрану, док је Холтби на другој страни 35 пута заистављао шутеве гостију.

### Четвртфинале источне конференције 4/4
| (М2) Питсбург пенгвинси | - | Коламбус блу џекетси (М3) |

У првој рунди Стенли куп плејофа Источне конференције састају се Питсбург пенгвинси и Коламбус блу џекетси. Екипа пенгвинса има предност домаћег терена у прве две утакмице. Серија почиње 12. априла. Пенгвинси своје утакмице као домаћини играју у Пи-Пи-Џи Пеинтс арени (PPG Paints Arena; до прошле сезоне дворана је била позната под именом Consol Energy Center) а Коламбус госте дочекује у Нејшнвајд арени.
Актуелни шампиони купа Питсбург пенгвинси, заузели су друго место у Метрополитен дивизији сакупивши 111 бодова у лигашком делу сезоне. Трећепласирани тим исте дивизије је њихов ривал у серији. Екипа Коламбуса освојила је 108 бодова. Ово ће бити други пут да се ове екипе састају у Стенли куп плејофу а претходни сусрет игран је у истој фази такмичења 2014. године и тада је Питсбург славио у шест утакмица. Обе екипе добиле су по два међусобна дуела који су одиграли у оквиру лигашког дела првенства.
| 12. април                                 | Питсбург пенгвинси   | 3-1    | Коламбус блу џекетси | Извештај |
| 14. април                                 | Питсбург пенгвинси   | 4-1    | Коламбус блу џекетси | Извештај |
| 16. април                                 | Коламбус блу џекетси | 4-5 () | Питсбург пенгвинси   | Извештај |
| 18. април                                 | Коламбус блу џекетси | 5-4    | Питсбург пенгвинси   | Извештај |
| 20. април                                 | Питсбург пенгвинси   | 5-2    | Коламбус блу џекетси | Извештај |
| Пенгвинси су добили серију резултатом 4-1 |                      |        |                      |          |

Преглед: Блу џекетси можда немају звучна имена у тиму али ће им сигурно главни ослонац бити голман Сергеј Бобровски који је у лигашком делу одиграо једну од својих најбољих сезона и конкурисаће за Везину а могуће и за Хартов трофеј. Коламбус још увек јури освајање своје прве серије у Стенли купу. С друге стране о екипи Питсбурга не треба пуно причати. Иако ће играти без Криса Летанга, то се не би требало одразити на екипи с обзиром на веома моћан и искусан састав уз Мареја на голу коме је ово прва цела сезона у екипи а већ има шампионси прстен у својој колекцији. Ривалство Брендона Дубинског и Сиднија Крозбија се наставља.
Утакмица #1:
Утакмица #2:

### Четвртфинале западне конференције 1/4
| (Ц1) Чикаго блекхокси | - | Нешвил предаторси (ВК2) |

У првој рунди Стенли куп плејофа Западне конференције састају се Чикаго блекхокси и Нешвил предаторси. Екипа Чикага има предност домаћег терена у прве две утакмице. Серија почиње 13. априла.
Блекхокси су заузели прво место у Централној дивизији са сакупљених 109 бодова што је и најбољи резултат међу тимовима који се такмиче у Западној конференцији. Нешвил је лигашку сезону завршио као други вајлд-кард са освојена 94 бода. Ово ће бити трећи сусрет ове две екипе у плејофу а Чикаго блекхокси су славили оба пута до сада. Њихов последњи сусрет у плејофу игран је 2015. године у оквиру прве рунде а Чикаго је победио са 4-2. Чикаго је славио и у четири од пет утакмица које су ривали одиграли током регуларне сезоне.
Иако се ради о дугогодишњим ривалима, све шансу су несумњиво на страни блекхокса. Чикаго већ дуго представља стабилну екипу док Нешвил још увек тражи своју велику шансу у овом такмичењу. Нешвил је прошле сезоне направио велико изненађење елиминисавши Анахајм даксе у првој рунди док су у другој елиминисани од Сан Хозе шаркса после седам утакмица. Ове сезоне довели су дефанзивца П. К. Субана из Монтреала као велико појачање па се оправдано надају да би ова сезона могла бити она права. Ипак с друге стране их чека неупоредиво искуснији ривал.
| 13. април                                  | Чикаго блекхокси  | 0-1    | Нешвил предаторси | Извештај |
| 15. април                                  | Чикаго блекхокси  | 0-5    | Нешвил предаторси | Извештај |
| 17. април                                  | Нешвил предаторси | 3-2 () | Чикаго блекхокси  | Извештај |
| 20. април                                  | Нешвил предаторси | 4-1    | Чикаго блекхокси  | Извештај |
| Предаторси су добили серију резултатом 4-0 |                   |        |                   |          |

### Четвртфинале западне конференције 2/4
| (Ц2) Минесота вајлдси | - | Сент Луис блуз (Ц3) |

У првој рунди Стенли куп плејофа Западне конференције састају се Минесота вајлдси и Сент Луис блуз. Тим из Минесоте има предност домаћег терена у прве две утакмице. Серија почиње 12. априла. Минесота своје утакмице игра у Ексел Енерги центру (Xcel Energy Center) док ће Сент Луиса противнике угостити у својој леденој дворани Скаттрејд центру.
Минесота је завршила лигашки део сезоне као другопласирана екипа Централне дивизије са освојених 106 бодова. У истој дивизији, екипа Сент Луиса заузела је треће место са сакупљених 99 бодова на табели. Ово је њихов тек други сусрет у плејофу такмичења а једину досадашњу серију играли су 2015. године у првој рунди када је Минесота славила након шест утакмица. Ове сезоне, Сент Луис је победио у три од пет међусобних сусрета.
Минесота је покуповала све што је могла на самом истеку прелазног рока док је Сент Луис са друге стране учинио супротно. Ипак, како је сезона одмицала Сент Луис се од траљавог старта опоравио и достигао ниво стабилне екипе. Минесота је добар део сезоне била убедљиво прва на табели али је мало успорила како се сезона ближила крају. У сваком случају очекује се непредвидив и тежак дуел у коме је све могуће.
| 12. април                                                            | Минесота вајлдси | 1-2 () | Сент Луис блуз   | Извештај |
| 14. април                                                            | Минесота вајлдси | 1-2    | Сент Луис блуз   | Извештај |
| 16. април                                                            | Сент Луис блуз   | 3-1    | Минесота вајлдси | Извештај |
| 19. април                                                            | Сент Луис блуз   | 0-2    | Минесота вајлдси | Извештај |
| 22. април                                                            | Минесота вајлдси | -      | Сент Луис блуз   | Извештај |
| ( 24. април )                                                        | Сент Луис блуз   | -      | Минесота вајлдси | Извештај |
| ( 26. април )                                                        | Минесота вајлдси | -      | Сент Луис блуз   | Извештај |
| Блуз води у серији са 3-1                                            |                  |        |                  |          |
| Напомена: Утакмице са датумом у загради играју се ако буде потребно. |                  |        |                  |          |

Утакмица #1: Владимир Соботка довео је госте у вођство од 1-0 у 6:21 другог периода након асистенције Александера Стина. До краја утакмице махом смо гледали пресинг играча Минесоте који су на све начине покушавали да дођу до изједначујућег поготка. Минесота је упутила двоструко више удараца у оквир гола Џејка Алена од њихових супарника 52-26. Ова иницијатива уродила је плодом 22.7 секунди пре краја регуларних 60 минута преко Заха Париза за 1-1 и продужетак. Иако су последњим поготком шансе Минесоте драстично порасле, гости се са тим нису сложили. Џејден Шварц упослио је звезду Сент Луиса Владимира Тарасенка чији се шут срећно одбио до дефанзивца Џоела Едмундсона а овоме није било тешко да из непосредне близине пошаље пак иза леђа голмана домаћих Девана Дубника и реши питање победника на отварању серије.

### Четвртфинале западне конференције 3/4
| (П1) Анахајм дакси | - | Калгари флејмси (ВК1) |

У првој рунди Стенли куп плејофа Западне конференције састали су се Анахајм дакси и Калгари флејмси. Екипа из Калифорније имала је предност домаћег терена у прве две утакмице. Серија је почела 13. априла а завршила се свипом Анахајма 19. априла 2017. године. Патке су као домаћини играли у свом Хонда центру (Honda Center) док су играчи Калгарија госте дочекивали у Седлдом арени.
Анахајм дакси су постали прваци Пацифик дивизије пети пут за редом, овога пута је за подвиг било довољно 105 бодова а пласман је одлучен у последње две утакмице које су игране у лигашком делу сезоне. Паткама било неопходно да извуку барем бод код куће у претпоследњој утакмици против Лос Анђелес кингса како не би морали да стрепе од исхода последње утакмице који су играли њихови конкуренти за прво место Едмонтон ојлерси са отписаним Ванкувер канаксима. Анахајм је добио ту утакмицу у продужетку са 4-3 али је након регуларних 60 минута било јасно ко је нови-стари шампион дивизије (Едмонтон је такође славио у последњем мечу сезоне). Ривал патака, екипа Калгари флејмса, заузела је прву вајлд-кард позицију на Западу са освојена 94 бода. Ово ће бити трећи сусрет ове две екипе а Анахајм је славио у оба претходна. Дакси су 2015. године елиминисали флејмсе са 4-1 у оквиру друге рунде плејофа што је био њихов последњи сусрет у завршној фази такмичења. Током сезоне сусрели су се пет пута а Анахајм је славио у четири сусрета.
| 13. април                             | Анахајм дакси   | 3-2    | Калгари флејмси | Извештај |
| 15. април                             | Анахајм дакси   | 3-2    | Калгари флејмси | Извештај |
| 17. април                             | Калгари флејмси | 4-5 () | Анахајм дакси   | Извештај |
| 19. април                             | Калгари флејмси | 1-3    | Анахајм дакси   | Извештај |
| Дакси су добили серију резултатом 4-0 |                 |        |                 |          |

Преглед: Анахајм је већ дуго искусна екипа која увек тежи највишим циљевима. С друге стране је Калгари који нема шта да изгуби и у таквој игри без притиска види своју највећу шансу. Након неочекиване елиминације патака у прошлогодишњем издању плејофа (поражени од Нешвила са 4-3 у првој рунди) ове сезоне морају да покажу квалитет како знају и умеју али преостаје да се види да ли ће им то дозволити и растерећена екипа Калгарија која је пред крај сезона успела поприлично да поправи форму.
Утакмица #1:
Утакмица #2:
Утакмица #3:
Утакмица #4:

### Четвртфинале западне конференције 4/4
| (П2) Едмонтон ојлерси | - | Сан Хозе шаркси (П3) |

У првој рунди Стенли куп плејофа Западне конференције састају се Едмонтон ојлерси и Сан Хозе шаркси. Ојлерси имају предност домаћег терена у прве две утакмице. Серија почиње 12. априла. Едмонтон своје утакмице игра у новој дворани Роџерс Плејс (Rogers Place) док Сан Хозе као домаћин игра у Ес-Еј-Пи центру.
Ојлерси су изгубили титулу шампиона Пацифик дивизије изгубили у претпоследњем мечу читавог првенства јер им је био потребан пораз Анахајм дакса, што се на крају није догодило. Заузели су другу позицију у дивизији са 103 освојена бода што и није тако лоше с обзиром да су се вратили у плејоф након читавих 10 година без пласмана у завршницу. Њихов ривал и прошлогодишњи финалиста купа, екипа Сан Хозе шаркса заузела је треће место у истој дивизији са 99 бодова на лигашкој табели. Шаркси су убедљиво водили током већег дела лигашког првенства али су одиграли катастрофално последњу четвртина сезоне и чак у неким моментима довели у питање сам пласман у завршницу. Ово ће бити тек други сусрет ових ривала у плејофу такмичења а претходни су одиграли 2006. године који је Едмонтон добио са 4-2. У току сезоне Ојлерси су славили у три од пет међусобних сусрета.
| 12. април                                                            | Едмонтон ојлерси | 2-3 () | Сан Хозе шаркси  | Извештај |
| 14. април                                                            | Едмонтон ојлерси | 2-0    | Сан Хозе шаркси  | Извештај |
| 16. април                                                            | Сан Хозе шаркси  | 0-1    | Едмонтон ојлерси | Извештај |
| 18. април                                                            | Сан Хозе шаркси  | 7-0    | Едмонтон ојлерси | Извештај |
| 20. април                                                            | Едмонтон ојлерси | 4-3 () | Сан Хозе шаркси  | Извештај |
| 22. април                                                            | Сан Хозе шаркси  | -      | Едмонтон ојлерси | Извештај |
| ( 24. април )                                                        | Едмонтон ојлерси | -      | Сан Хозе шаркси  | Извештај |
| Ојлерси воде у серији са 3-2                                         |                  |        |                  |          |
| Напомена: Утакмице са датумом у загради играју се ако буде потребно. |                  |        |                  |          |

Преглед: Када су ојлерси последњи пут играли у плејофу већина њихових играча из овог састава похађала је основну школу. Први тест биће им актуелни шампиони Западне конференције. Игра Едмонтона ове сезоне подсећа на ону која је поразила ајкуле у прошлогодишњем финалу купа али са овако младом екипом долази и неискуство. Каже се "ако хоћеш да победиш, мораш понекад и да изгубиш" али изузетака од овог правила је било много минулих година.
Шарксима додатан проблем прави неизвесност око наступа алтернативних капитена. Џо Торнтон се још опоравља од повреде левог колена коју је зарадио 4. марта на утакмици против Ванкувера, док је Логан Кутур добио снажан ударац у главу када га је погодио пак у уста 25. марта на утакмици против Нешвила. С друге стране прошлогодишње свеже искуство могло би да буде кључ за тим из Калифорније. Дефанзивац Брент Бурнс је по мишљењу спортских коментатора био најбољи дефанзивац лиге у регуларном делу сезоне и главни је кандидат за Норисов трофеј а уз то је у конкуренцији такође и за Хартов меморијални трофеј. Нападач Јонас Донскои постигао је прошле сезоне историјски победоносни гол за ајкуле, у продужетку треће утакмице против Питсбурга када је Сан Хозе дошао до своје прве победе у Стенли куп финалима.
Ојлерси свакако рачунају на прву звезду лиге ове сезоне, Конора МекДејвида који је већ узео Арт Росов трофеј а чињеница да носи капитенску траку у својој првој пуној сезони са ојлерсима довољно говори колико читав тим зависи од његове игре. МекДејвид је сезону завршио са 100 поена највише у НХЛ-у. Међу стативама је ове године најбољи голман лиге, Кем Талбот, најјачи део одбране Едмонтона с обзиром да у дефанзивној линији нема великих звезда. Трећи, и не мање битан фактор на страни ојлерса је тренер Тод МекЛелан који је баш из Сан Хозеа стигао у Едмонтон пред почетак прошле сезоне. МекЛелан је водио шарксе седам пуних сезона а 2010. и 2011. их је довео до конференцијског финала (од шест учешћа у плејофу). Пошло му је за руком да већ у својој другој сезони на клупи ојлерса прекине десетогодишњи пост и врати екипу у плејоф. Његова највећа снага у овој серији биће то што јако добро познаје велику већину супарничког тима чији су успеси минулих година добрим делом и његова заслуга.
Утакмица #1: Едмонтон је у сјајној атмосфери одлично отворио утакмицу. Шут швеђанина Оскара Клефбома погодио је дефанзивца шаркса Дејвида Шлемка а пак је променио смер и уклизао под ноге Мартина Џонса за 1-0 у 6:44. На 2-0 у 17:07 повисио је Милан Лучић у ситуацији са играчем више који је покупио одбијени пак након шута Марка Летестија а тим резултатом се отишло на први одмор. Од почетка друге трећине ајкуле преузимају потпуну контролу над утакмицом не дозволивши ривалима да дођу до даха. Прво користе играча више преко Џоела Варда који је на 1:43 другог периода смањио резултат на 2-1. За изједначење побринуо се дефанзивац ајкула Пол Мартин који је одбијени пак након шута Томаша Хертла лагано сместио иза леђа Кема Талбота на 5:22 последње деонице. Ајкуле су у овом делу игре упутиле чак 18 удараца на гол Талбота док су њихови ривали свега три пута шутирали. За потпуни преокрет и важан брејк на гостовању побринуо се Мелкер Карлсон веома прецизним снајпером са ивице левог круга на 3:22 продужетка, уз асистенцију капитена Џоа Павелског. Ајкуле су шутирале укупно 44 пута наспрам свега 19 шутева Едмонтона (по периодима 10-10, 10-4, 18-3, 6-2).
Утакмица #2:
Утакмица #3:
Утакмица #4:

## Статистика

### Тимови
| Клуб                 | ОУ | П | И | ГД | ГП | ГДУ  | ГПУ  | ИВ   | ИМ   |
| -------------------- | -- | - | - | -- | -- | ---- | ---- | ---- | ---- |
| Питсбург пенгвинси   | 5  | 4 | 1 | 21 | 13 | 4.20 | 2.60 | 33.3 | 83.3 |
| Сент Луис блуз       | 5  | 4 | 1 | 11 | 8  | 2.20 | 1.60 | 6.7  | 83.3 |
| Вашингтон капиталси  | 6  | 4 | 2 | 18 | 16 | 3.00 | 2.67 | 29.4 | 83.3 |
| Анахајм дакси        | 4  | 4 | 0 | 14 | 9  | 3.50 | 2.25 | 23.1 | 62.5 |
| Нешвил предаторси    | 4  | 4 | 0 | 13 | 3  | 3.25 | 0.75 | 12.5 | 77.8 |
| Отава сенаторси      | 6  | 4 | 2 | 15 | 13 | 2.50 | 2.17 | 21.7 | 81.3 |
| Едмонтон ојлерси     | 6  | 4 | 2 | 12 | 14 | 2.00 | 2.33 | 12.5 | 80.8 |
| Њујорк ренџерси      | 6  | 4 | 2 | 14 | 11 | 2.33 | 1.83 | 6.7  | 85.0 |
| Сан Хозе шаркси      | 6  | 2 | 4 | 14 | 12 | 2.33 | 2.00 | 19.2 | 87.5 |
| Монтреал канадијанси | 6  | 2 | 4 | 11 | 14 | 1.83 | 2.33 | 15.0 | 93.3 |
| Бостон бруинси       | 6  | 2 | 4 | 13 | 15 | 2.17 | 2.50 | 18.8 | 78.3 |
| Торонто мејпл лифси  | 6  | 2 | 4 | 16 | 18 | 2.67 | 3.00 | 16.7 | 70.6 |
| Коламбус блу џекетси | 5  | 1 | 4 | 13 | 21 | 2.60 | 4.20 | 16.7 | 66.7 |
| Минесота вајлдси     | 5  | 1 | 4 | 8  | 11 | 1.60 | 2.20 | 16.7 | 93.3 |
| Чикаго блекхокси     | 4  | 0 | 4 | 3  | 13 | 0.75 | 3.25 | 22.2 | 87.5 |
| Калгари флејмси      | 4  | 0 | 4 | 9  | 14 | 2.25 | 3.50 | 37.5 | 76.9 |

Статистика је преузета са званичног сајта НХЛ лиге.
(Легенда: ОУ-одигране утакмице; П-победе; И-изгубљене утакмице; ГД-дати голови; ГП-примљени голови; ГДУ-просек датих голова по утакмици; ГПУ-просек примљених голова по утакмици; ИВ-реализација играча више; ИМ-одбрана са играчем мање)

## Медији
За територију Сједињених Држава преносе свих утакмица плејофа омогућиће  (Ен-Би-Си) телевизијска мрежа која има важећу десетогодишњу лиценцу за преносе. Утакмице ће се наравно преносити са коментаром на енглеском језику а пренос ће се вршити преко канала NBC, NBCSN, CNBC, USA Network и NHL Network.
За територију Канаде важећу дванаестогодишњу лиценцу има Роџерс медија група (Rogers Media Group) односно Роџерс комјуникејшнс као медијски правни субјекат. Утакмице ће у ствари преносити CBC телевизија али ће монтажу и маркетинг за територију Канаде контролисати Роџерс. Ови преноси ће се емитовати са коментаром на енглеском језику. Роџерс ће преносе на енглеском омогућити и преко Sportsnet мреже која такође припада Роџерс медија групи. Ови преноси ићи ће преко канала Sportsnet One и Sportsnet 360. За француски коментар задужена је телевизијска станица TVA Sports којој је Роџерс дао право преноса на бази под-лиценце.